# Keith David
Keith David Williams, född 4 juni 1956 i Harlem i New York, är en amerikansk skådespelare och röstskådespelare.
2004 vann David en Emmy för sin insats i Unforgivable Blackness: The Rise and Fall of Jack Johnson. 
Han har varit med i filmklassikerna The Thing och Plutonen.  Som röstskådespelare har han hörts i både animerad film och TV-spel. David medverkar i spelet Saints Row IV där han spelar sig själv samt gör rösten åt karaktären Julius Little.

## Filmografi (urval)
| År   | Titel                                                     | Notering                |
| ---- | --------------------------------------------------------- | ----------------------- |
| 1982 | The Thing                                                 |                         |
| 1986 | Plutonen                                                  |                         |
| 1988 | They Live                                                 |                         |
| 1990 | Dödsmärkt                                                 |                         |
| 1994 | Gargoyles                                                 | TV-serie, Röst          |
| 1995 | Snabbare än döden                                         |                         |
| 1998 | Armageddon                                                |                         |
| 2000 | Pitch Black                                               |                         |
| 2000 | Där mitt hjärta finns                                     |                         |
| 2000 | Requiem for a Dream                                       |                         |
| 2003 | Agent Cody Banks                                          |                         |
| 2004 | Unforgivable Blackness: The Rise and Fall of Jack Johnson | Berättarröst            |
| 2004 | Agent Cody Banks 2: Destination London                    |                         |
| 2004 | Chronicles of Riddick                                     |                         |
| 2008 | My Mom's New Boyfriend                                    |                         |
| 2009 | Prinsessan och grodan                                     | Röst                    |
| 2012 | Cloud Atlas                                               |                         |
| 2013 | Bibeln - som du aldrig sett den förut                     | Miniserie, berättarröst |
| 2015 | Community                                                 | TV-serie                |
| 2020 | Amphibia                                                  | TV-serie, Röst          |
| 2020 | Horizon Line                                              | Huvudroll               |